# Линкенхајм-Хохштетен
Линкенхајм-Хохштетен (њем. Linkenheim-Hochstetten) општина је у њемачкој савезној држави Баден-Виртемберг. Једно је од 32 општинска средишта округа Карлсруе. Према процјени из 2010. у општини је живјело 11.883 становника. Посједује регионалну шифру (AGS) 8215105.

## Географски и демографски подаци
Линкенхајм-Хохштетен се налази у савезној држави Баден-Виртемберг у округу Карлсруе. Општина се налази на надморској висини од 110 метара. Површина општине износи 23,6 km². У самом мјесту је, према процјени из 2010. године, живјело 11.883 становника. Просјечна густина становништва износи 504 становника/km².

## Међународна сарадња
| Мјесто | Држава    | Врста сарадње | Од    |
| ------ | --------- | ------------- | ----- |
|        | Француска | партнерство   | 1966. |
| Извор  |           |               |       |